# Eduardo Galeano
Eduardo Germán María Hughes Galeano (Montevideo, 3 de septiembre de 1940-Montevideo, 13 de abril de 2015) fue un periodista y escritor uruguayo, considerado uno de los escritores más influyentes de la izquierda latinoamericana.
Sus libros más conocidos, Las venas abiertas de América Latina (1971) y Memoria del fuego (1986), han sido traducidos a veinte idiomas. Sus trabajos trascienden géneros ortodoxos y combinan documental, ficción, periodismo, análisis político e historia.

## Biografía

### Infancia y juventud
Eduardo Galeano nació en la ciudad de Montevideo (Uruguay), en el seno de una familia de clase alta y católica. Su padre fue Eduardo Hughes Roosen y su madre, Licia Esther Galeano Muñoz, de quien tomó el apellido para su nombre artístico. Tuvo varios trabajos en su juventud como: obrero de fábrica, dibujante, pintor, mensajero, mecanógrafo y cajero de banco, entre otros oficios. A los 14 años vendió su primera caricatura política al semanario El Sol, del Partido Socialista del Uruguay. Cuenta que a esa edad escuchó un discurso de Juan José Arévalo a raíz del Golpe de Estado en Guatemala, que lo marcó: "Mi generación se asomó a la vida política con aquella señal en la frente (...) nunca se me borró el impacto". A los 19 años tuvo un intento de suicidio. Luego de ese episodio, decidió que se dedicaria a escribir. Renunció al banco y se instaló en Buenos Aires, donde trabajó en la revista Che, financiada por el Partido Comunista Argentino, que reunía a distintos sectores del progresismo.

### Trayectoria

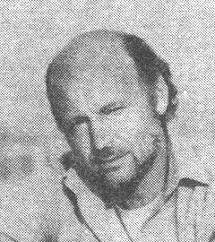
Galeano en 1984.

Galeano comenzó su carrera periodística a inicios de 1960 como jefe de redacción de Marcha, un semanario influyente fundado por Carlos Quijano, a quien consideró su «padre periodístico», y que tuvo como colaboradores a Mario Vargas Llosa, Mario Benedetti, Adolfo Gilly, Alfredo Zitarrosa, Manuel Maldonado, y a los hermanos Denis y Roberto Fernández Retamar, entre otros. Desde 1964 dirigió, durante dos años, el diario de izquierda independiente Época. Entre 1965 y 1973 fue director del Departamento de Publicaciones de la Universidad de la República.
Durante sus estudios en París, supo que el entonces presidente de la Nación Argentina, Juan Domingo Perón, había dicho que «Si ese muchacho anda por acá, me gustaría verlo». Aunque Galeano no terminaba de creer que eso fuese cierto, aprovechó un viaje para llamar al teléfono que le habían dado del general, quien se encontraba exiliado en España. Sin embargo, era cierto y Perón lo recibió con los brazos abiertos. Tuvo una larga charla con el expresidente argentino, durante la cual le preguntó por qué no emitía señales más a menudo, y obtuvo la siguiente respuesta: «El prestigio de Dios está en que se hace ver muy poco».
En 1970 fue invitado como jurado del premio Casa de las Américas. En 1971 publica su libro Las venas abiertas de América Latina. Galeano presentó su libro al concurso de la Casa de las Américas recibiendo una mención honorífica. Concibió su libro como un «manual de divulgación [que] hable de economía política en el estilo de una novela de amor o de piratas».

### Exilio
En el golpe de Estado del 27 de junio de 1973, fue encarcelado y obligado a abandonar Uruguay. Su libro Las venas abiertas de América Latina fue censurado por las dictaduras de Uruguay, Argentina y Chile, por lo cual se fue a vivir a Argentina, donde fundó la revista cultural Crisis, en la cual trabajó con el poeta y periodista Juan Gelman.
En 1975, Galeano recibió un premio Casa de las Américas por su novela La canción de nosotros. En 1976 voló a España, donde escribió en 1984 su famosa trilogía Memoria del fuego (un repaso por la historia de Latinoamérica), considerada su obra mayor. Sin embargo, durante estos años pasó un período en Estocolmo como parte del tribunal internacional ocupado de la invasión soviética de Afganistán de 1979. Al respecto, comentó que le pareció que uno de los momentos culminantes de las sesiones fue cuando un alto jefe religioso, ya de edad avanzada, exclamó: «¡Los comunistas han deshonrado a nuestras hijas! ¡Les han enseñado a leer y a escribir!».
A inicios de 1985, retornó a Montevideo. En octubre de ese año, junto a Mario Benedetti, Hugo Alfaro y otros periodistas y escritores que habían pertenecido al semanario Marcha, fundó Brecha, de cuyo consejo asesor continuó siendo integrante hasta su muerte.
Entre 1987 y 1989, integró la Comisión Nacional Pro Referéndum, constituida para revocar la Ley de Caducidad de la Pretensión Punitiva del Estado, promulgada en diciembre de 1986 para impedir el juzgamiento de los crímenes de lesa humanidad cometidos durante la dictadura militar en su país (1973-1985).

### Últimos años

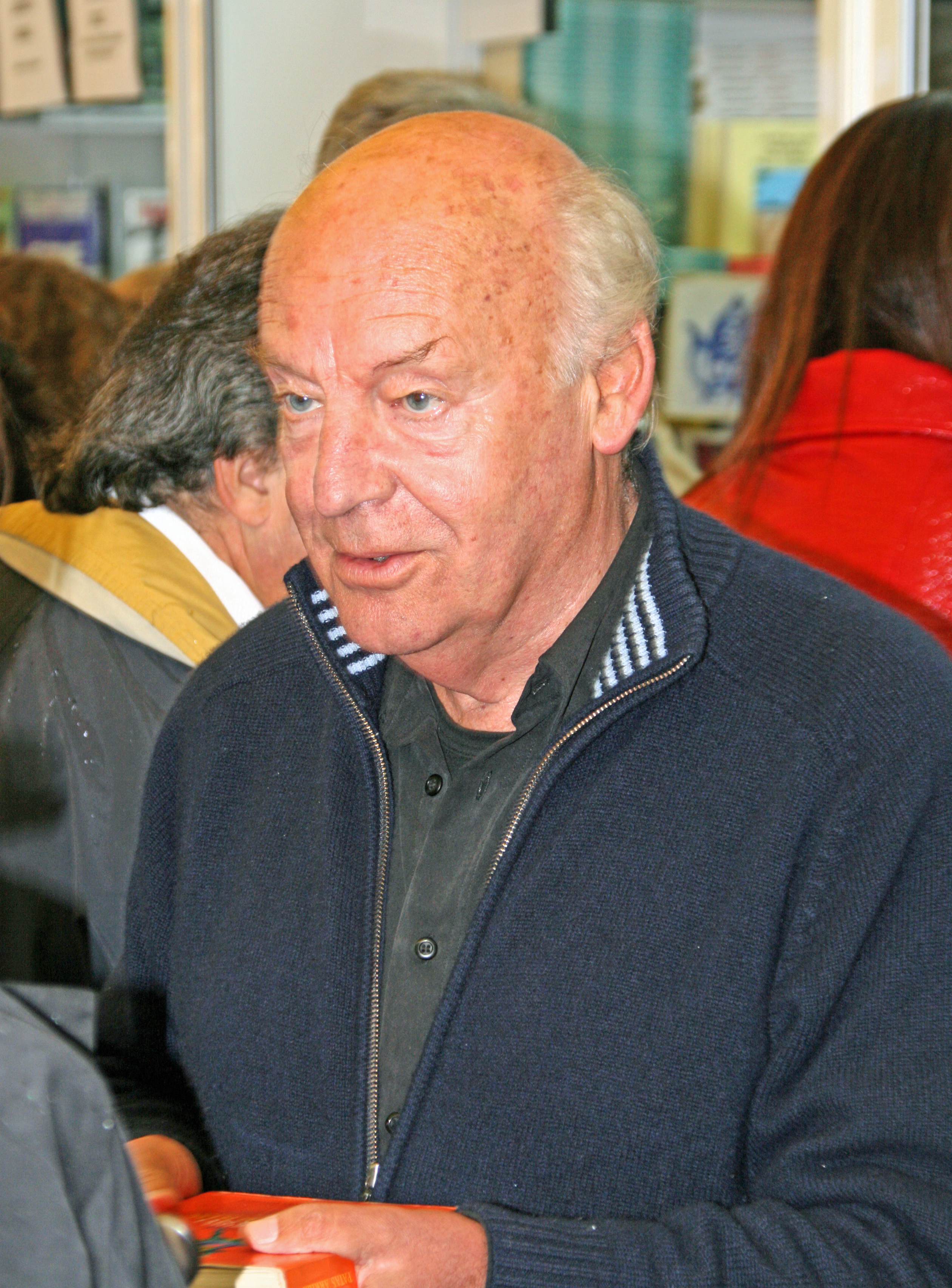
Galeano en la Feria del Libro de Madrid de 2008.

En 2004, Galeano apoyó la victoria de la alianza Frente Amplio y de Tabaré Vázquez, en Uruguay. Escribió un artículo en el que mencionó que la gente votó utilizando el sentido común. En 2005, junto a intelectuales de izquierda como Tariq Ali y Adolfo Pérez Esquivel, se unió al comité consultivo de la entonces reciente cadena de televisión latinoamericana TeleSUR. En México colaboró en el periódico La Jornada.
En enero de 2006, se unió a figuras internacionales como Gabriel García Márquez, Mario Benedetti, Ernesto Sabato, Thiago de Mello, Carlos Monsiváis, Pablo Armando Fernández, Jorge Enrique Adoum, Luis Rafael Sánchez, Mayra Montero, Ana Lydia Vega y Pablo Milanés, en la demanda de soberanía para Puerto Rico; además de firmar por la proclamación de independencia del país.
En febrero de 2007, Galeano superó una operación para el tratamiento del cáncer de pulmón. En noviembre de 2008, dijo sobre la victoria de Barack Obama:

«La Casa Blanca será la casa de Obama pronto, pero esa Casa Blanca fue construida por esclavos negros. Y me gustaría y espero que él nunca lo olvide.»

En abril de 2009, el presidente venezolano Hugo Chávez entregó un ejemplar de Las venas abiertas de América Latina a su homólogo estadounidense Barack Obama durante la V Cumbre de las Américas, celebrada en Puerto España, Trinidad y Tobago. El hecho provocó que se convirtiera en pocas horas en un éxito de ventas en Internet.
En mayo de 2009, en una entrevista declaró:

«No sólo Estados Unidos, sino algunos países europeos han sembrado dictaduras por todo el mundo. Y se sienten como si fueran capaces de enseñar lo que es democracia.»

En 2010, el Semanario Brecha instituyó el Premio Memoria del Fuego, el cual fue previsto para que Galeano entregase anualmente a un creador que a sus valores artísticos se les sumara el compromiso social con los derechos humanos. El primer galardonado fue el cantautor español Joan Manuel Serrat, quien lo recibió el 16 de diciembre de 2010, en el Teatro Solís de Montevideo. El segundo galardonado con el premio fue Manuel Martínez Carril, renombrado crítico cinematográfico y director histórico de la Cinemateca Uruguaya, el mayor archivo fílmico de Uruguay y de una institución independiente y autogestionada emblemática por su resistencia cultural que en 2012 cumplió 60 años de existencia.
Durante la II Bienal del libro y la lectura en Brasilia, en abril de 2014, manifestó que "No volvería a leer Las venas abiertas de América Latina, porque si lo hiciera me caería desmayado". "No tenía los suficientes conocimientos de economía ni de política cuando lo escribí".

### Fallecimiento
Galeano padecía cáncer de pulmón desde 2007, lo que lo había obligado a reducir sus apariciones públicas, a pesar de lo cual siguió participando en diferentes eventos. Tras pasar una semana internado en el CASMU debido a su enfermedad, falleció el 13 de abril de 2015 a las 8:20 (GMT-3), en su natal Montevideo.

### Matrimonios
Contrajo matrimonio tres veces. La primera vez con Silvia Brando, con quien tuvo una hija: Verónica Hughes Brando. Más tarde, con Graciela Berro Rovira, con quien tuvo dos hijos: Florencia y Claudio Hughes Berro. Y finalmente, con Helena Villagra, quien fue su esposa durante 40 años.

## Filosofía y política
Galeano se definió como un «marxista especial», llegando a admirar la revolución cubana y criticar sus errores. En su libro Las venas abiertas de América Latina, Galeano planteó que la pobreza, el sufrimiento y el subdesarrollo de la mayoría de los Estados latinoamericanos no son un estado natural, sino uno creado por el saqueo económico e histórico comenzado por España y otros países de Europa, y luego por el Reino Unido y los Estados Unidos. Respecto a ello, dijo: «Nuestra riqueza ha generado siempre nuestra pobreza para alimentar la prosperidad de otros».   
Según Galeano, vivimos en un mundo al revés. En su Disculpen la molestia, escribió:

«¿Quiénes son los justos, y quiénes los injustos? Si la justicia internacional de veras existe, ¿por qué nunca juzga a los poderosos? No van presos los autores de las más feroces carnicerías. ¿Será porque son ellos quienes tienen las llaves de las cárceles? ¿Es justo un mundo que cada minuto destina 3 millones de dólares a los gastos militares, mientras cada minuto mueren 15 niños por hambre o enfermedad curable? ¿Contra quién se arma, hasta los dientes, la llamada comunidad internacional? ¿Contra la pobreza o contra los pobres?».

## Obras
| Año       | Título                                                           |
| --------- | ---------------------------------------------------------------- |
| 1963      | Los días siguientes                                              |
| 1964      | China                                                            |
| 1966      | Los colores                                                      |
| 1967      | Guatemala, país ocupado                                          |
| 1967      | Reportajes                                                       |
| 1967      | Los fantasmas del día del león y otros relatos                   |
| 1968      | Su majestad el fútbol                                            |
| 1971      | Las venas abiertas de América Latina                             |
| 1971      | Siete imágenes de Bolivia                                        |
| 1971      | Violencia y enajenación                                          |
| 1972      | Crónicas latinoamericanas                                        |
| 1973      | Vagamundo                                                        |
| 1975      | La canción de nosotros                                           |
| 1977      | Conversaciones con Raimón                                        |
| 1978      | Días y noches de amor y de guerra                                |
| 1980      | La piedra arde                                                   |
| 1981      | Voces de nuestro tiempo                                          |
| 1982-1986 | Memoria del fuego[22]                                            |
| 1984      | Aventuras de los jóvenes dioses                                  |
| 1985      | Ventana sobre Sandino                                            |
| 1985      | Contraseña                                                       |
| 1986      | La encrucijada de la biodiversidad colombiana                    |
| 1986      | El descubrimiento de América que todavía no fue y otros escritos |
| 1988-2002 | El tigre azul y otros artículos                                  |
| 1962-1987 | Entrevistas y artículos                                          |
| 1989      | El libro de los abrazos                                          |
| 1989      | Nosotros decimos no. Crónicas (1963/1988)                        |
| 1990      | América Latina para entenderte mejor                             |
| 1990      | Palabras. Antología personal                                     |
| 1992      | Ser como ellos y otros artículos                                 |
| 1993      | Amares                                                           |
| 1993      | Las palabras andantes                                            |
| 1994      | Úselo y tírelo                                                   |
| 1995      | El fútbol a sol y sombra                                         |
| 1998      | Patas arriba. La escuela del mundo al revés                      |
| 1999      | Carta al ciudadano 6.000 millones[23]                            |
| 2001      | Tejidos. Antología                                               |
| 2004      | Bocas del tiempo                                                 |
| 2006      | El viaje                                                         |
| 2007      | Carta al señor futuro                                            |
| 2008      | Espejos                                                          |
| 2008      | La resurrección del Papagayo                                     |
| 2011      | Los hijos de los días                                            |
| 2015      | Mujeres. Antología                                               |
| 2016      | El Cazador de Historias (Póstumo)                                |

## Premios, medallas y distinciones
- 1975: Premio Casa de las Américas por La canción de nosotros
- 1978: Premio Casa de las Américas por Días y noches de amor y de guerra
- 1989: American Book Awards por Memorias del fuego[24]
- 1999: Premio Literario Lannan  a la libertad
- 2001: Doctorado honoris causa de la Universidad de La Habana.[25]
- 2005: Doctorado honoris causa de la Universidad de El Salvador.[26]
- 2006: Grado de Comendador de la Orden de Mayo al Mérito de la República Argentina.[27]
- 2006: I Premio Córdoba de Comunicación Solidaria.
- 2007: Doctorado honoris causa de la Universidad Veracruzana.[28]
- 2008: Doctorado honoris causa de la Universidad Nacional de Córdoba.[29]
- 2008: Primer Ciudadano Ilustre del Mercosur.[30]
- 2008: Premio Rodolfo Walsh
- 2009: Profesorado honoris causa de la Universidad de Buenos Aires
- 2010: Premio Stig Dagerman (Suecia)
- 2011: Doctorado honoris causa de la Universidad Nacional de Cuyo.[29]
- 2011: Medalla del Bicentenario de la Independencia (México)
- 2011: Premio de Narrativa José María Arguedas por Espejos. Una historia casi universal.
- 2011: Distinción Deodoro Roca de la Federación Universitaria de Buenos Aires por «ser un ejemplo para la juventud latinoamericana»
- 2013: Premio Alba de las letras
- 2013: Doctorado honoris causa de la Universidad de Guadalajara.[31]

### Otros homenajes
- 2019, mural callejero realizado por el artista José Gallino.[32]